# Hyperolius acuticeps
Hyperolius acuticeps és una espècie de granota de la família dels hiperòlids que viu a Burundi, la República Democràtica del Congo, Etiòpia, Kenya, Malawi, Moçambic, Ruanda, Somàlia, Sud-àfrica, el Sudan, Tanzània, Uganda, Zàmbia, Zimbàbue i, possiblement també, a Botswana, la República Centreafricana, el Txad, Namíbia i Eswatini.
Està amenaçada d'extinció per la pèrdua del seu hàbitat natural.